# Boxe aux Jeux de l'Empire britannique et du Commonwealth de 1966
Navigation
Édition précédente Édition suivante
Les compétitions de boxe anglaise des Jeux de l'Empire britannique et du Commonwealth de 1966 se sont déroulées du 4 au 13 août à Kingston , Jamaïque.

## Résultats

### Podiums
| Catégories                    | Or              | Argent           | Bronze                         |
| Poids mouches (-51 kg)        | Sulley Shittu   | Kenneth Campbell | Frank Scott John Rakowski      |
| Poids coqs (-54 kg)           | Edward Ndukwu   | Darryl Norwood   | Nderu Mwaura Brian Kendall     |
| Poids plumes (-57 kg)         | Philip Waruinge | Pat Maguire      | Amos Ajao Harold West          |
| Poids légers (-60 kg)         | Anthony Andeh   | Ron Thurston     | Stephen Baraza Samuel Lockhart |
| Poids super-légers (-63,5 kg) | Jim McCourt     | Aaron Popoola    | Alex Odhiambo Ray Maguire      |
| Poids welters (-67 kg)        | Eddie Blay      | Bobby Arthur     | Frank Young Andy Peace         |
| Poids super-welters (-71 kg)  | Mark Rowe       | Tom Imrie        | Robert Okine Nojim Maiyegun    |
| Poids moyens (-75 kg)         | Joe Darkey      | Arthur Trout     | John Turpin Matthias Ouma      |
| Poids mi-lourds (-81 kg)      | Roger Tighe     | Fatai Ayinla     | Dennis Booth Sylvester Hines   |
| Poids lourds (+81 kg)         | Bill Kini       | Adonis Ray       | Danny McAlinden Benson Ocan    |

### Tableau des médailles
| Place | Pays              | Médaille d'or | Médaille d'argent | Médaille de bronze | Total |
| ----- | ----------------- | ------------- | ----------------- | ------------------ | ----- |
| 1     | Ghana             | 3             | 2                 | 1                  | 6     |
| 2     | Angleterre        | 2             | 2                 | 1                  | 5     |
| 3     | Nigeria           | 2             | 1                 | 1                  | 4     |
| 4     | Irlande du Nord   | 1             | 1                 | 3                  | 5     |
| 5     | Kenya             | 1             | 0                 | 2                  | 3     |
| 6     | Nouvelle-Zélande  | 1             | 0                 | 1                  | 2     |
| 7     | Jamaïque          | 0             | 2                 | 2                  | 4     |
| 8     | Australie         | 0             | 1                 | 3                  | 4     |
| 9     | Écosse            | 0             | 1                 | 1                  | 2     |
| 10    | Ouganda           | 0             | 0                 | 4                  | 4     |
| 11    | Canada            | 0             | 0                 | 1                  | 1     |
| Total | 11 pays médaillés | 10            | 10                | 20                 | 40    |